# IC 2160
IC 2160 ist eine Balken-Spiralgalaxie vom Hubble-Typ SBc im Sternbild Tafelberg am Südsternhimmel. Sie ist schätzungsweise 203 Millionen Lichtjahre von der Milchstraße entfernt und hat einen Durchmesser von etwa 130.000 Lichtjahren.
Die Supernovae SN 2009J und SN 2009iw (Typ Ia) wurden hier beobachtet.
Das Objekt wurde am 18. Dezember 1900 vom US-amerikanischen Astronomen DeLisle Stewart entdeckt.